# Chuderov
Chuderov är en ort i Tjeckien.   Den ligger i regionen Ústí nad Labem, i den nordvästra delen av landet, 70 km norr om huvudstaden Prag. Chuderov ligger 342 meter över havet och antalet invånare är 792.
Terrängen runt Chuderov är lite kuperad. Runt Chuderov är det mycket tätbefolkat, med 1 018 invånare per kvadratkilometer. Närmaste större samhälle är Ústí nad Labem, 3,3 km söder om Chuderov. Runt Chuderov är det i huvudsak tätbebyggt.